# Ubaldo
Ubaldo ist ein männlicher Vorname.

## Herkunft und Bedeutung
Ubaldo ist ein italienischer, portugiesischer und spanischer männlicher Vorname germanischen Ursprungs.

## Namensträger
- Lucius III. (eigentlich Ubaldo Allucingoli; * 1097 (?), † 1185), Papst
- Ubaldo Arata (1895–1947), italienischer Kameramann
- Ubaldo Caccianemici († um 1170), italienischer Kardinal
- Ubaldo Calabresi (1925–2001), italienischer Bischof
- Ubaldo Evaristo Cibrián Fernández (1906–1965), spanischer Geistlicher, Prälat von Corocoro
- Ubaldo Maria Del Colle (1883–1958), italienischer Schauspieler und Filmregisseur
- Ubaldo Continiello (1941–2014), italienischer Komponist
- Ubaldo Cruche (1920–1988), uruguayischer Fußballspieler
- Ubaldo Fillol (* 1950), argentinischer Fußballspieler
- Ubaldo Monico (1912–1983), Schweizer Pädagoge und Künstler
- Ubaldo Nieto (≈1920–), puerto-ricanisch-amerikanischer Perkussionist
- Ubaldo Oppi (1889–1942), italienischer Maler
- Ubaldo Ramalhete Maia (1882–1950), brasilianischer Anwalt und Politiker
- Ubaldo Ricci (1669–1732), italienischer Maler des Hochbarock
- Ubaldo Righetti (* 1963), italienischer Fußballspieler
- Ubaldo Lalo Rodríguez (1958–2022), puerto-ricanischer Salsa-Musiker
- Ubaldo Santana (* 1941), venezolanischer Bischof

Zwischenname
- Federico Ubaldo della Rovere (1605–1623), Fürst von Urbino
- João Ubaldo Ribeiro (1941–2014), brasilianischer Schriftsteller